# Гирвидз, Мария Доминиковна
Мария Доминиковна Гирвидз (1890—1943) — советская шахматистка, призёр чемпионата СССР по шахматам среди женщин (1935), двукратная чемпионка Ленинграда по шахматам среди женщин (1926, 1928).

## Биография
В 1920-е и 1930-е годы была одной из сильнейших шахматисток Ленинграда. Победительница женских шахматных Олимпиад Ленинградского областного совета профсоюзов (ЛОСПС). В 1925 году в первом первенстве Ленинграда по шахматам среди женщин заняла второе место. В 1926 году стала победительницей этого турнира, победив всех соперниц, а через два года, в 1928 году повторила свой успех.
Участница трех первых финальных турниров чемпионата СССР по шахматам среди женщин (1927, 1931, 1934/1935), в которых самый большой успех был в 1934/1935 году, когда она поделила 2—5-е место.
Активно занималась организацией шахматной жизни Советского Союза и Ленинграда. В 1930-е годы была секретарем шахматной организации Ленинграда.
Месяц после начала Великой Отечественной войны 24 июля 1941 года из-за своего немецкого происхождения была арестована, а 2 августа того же года выслана в Андижан, где и умерла два года спустя.